# ترسيب المعادن
التمعدن  أو ترسيب المعادن هي أكثر العمليات الشائعة للتحجر، وتكون عندما تتسرب المعادن المذابة في المياه الأرضية في مسامات أو تجاويف العظام أو شقوق الأخشاب دون أن تحل محل المادة الأصلية لبقايا الكائن الحي بل تضاف لها. فبعد أن تتفسخ أنسجة الكائن الطرية في الرواسب، تتبقى الاجزاء الصلبة وبالأخص العظام. يتسرب الماء إلى البقايا؛ وتتسرب المعادن الذائبة في المياه للمسامات التي تقع ضمن البقايا حيث تتكوًن البلورات. تُسبب هذه المعادن المتبلورة تصلبَ البقايا حين تكون داخل الصخور الرسوبية المُغطاة، وبالتالي تُعطي صورة مماثلة للكائن الحي بعد تحلله، وبذلك يصبح أكثر مقاومة للتلف.
هناك ثلاث طُرق فرعية للتمعدن، إثنتان منها توافقان شروط التحجر. والطرق هي: التحجر بالبيرت والتسلكن وتمعدن الكربون.

## الطرق

### تمعدن الكربون

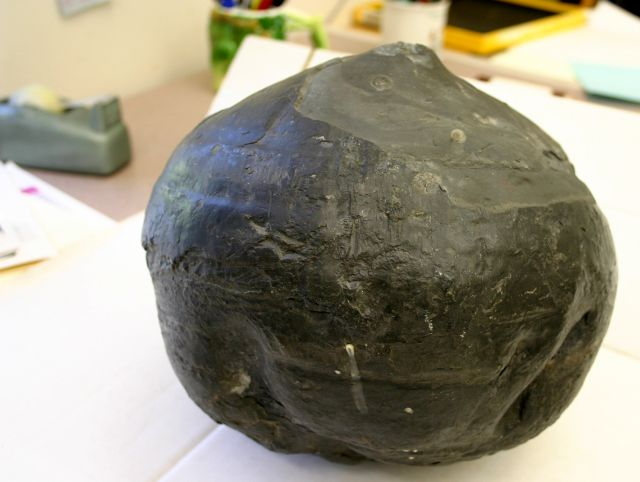
كرة الفحم

تمعدن الكربون (بالإنجليزية: Carbonate mineralization)‏، وهي تحدث في البيئات البحرية والغير بحرية، ويشمل تمعدن الكربونات ما يُطلق عليه كرة الفحم، تتكون كرة الفحم بواسطة الكالسيوم والمغنيسيوم. في كثير من الأحيان تكون كروية الشكل والتي تتراوح كتلتها بين بضعة غرامات إلى عدة مئات من الكيلوغرامات. وتتشكل كرات الفحم عندما تتخلل المياه التي تحتوي على كربونات في خلايا الكائن الحي.

### التحجر بالبيريت
تحجر البيريت (بالإنجليزية: Pyritization)‏، هي عملية مُشابهة للتسلكن، لكن بدلاً منها يترسب الحديد والكبريت في مسامات الكائن الحي. تحدث هذه العملية عندما يُدفن الكائن في الرواسب التي تحتوي على نسبة عالية من كبريتيد الحديد في البيئات البحرية. بعد ذلك تُطلق الكائنات بعد تحللها مادة الكبريتيد الذي يتفاعل مع الحديد المذاب في البيئة المحيطة بها. ومن ثم يتم استبدال الكربونات الخارجة بالبيريت بسبب تركيز البيريت العالي مقارنة بتركيز الكربونات في المياه المحيطة بها.

### التسلكن
التسلكن أو السلكنة (بالإنجليزية: Silicification)‏، هي العملية التي تحدث للمواد العضوية فتمتلئ بالسليكا أو إحلالها محل أي مادة معدنية أخرى.، معظم الكائنات التي تحدث فيها السلكنة هي الطحالب والبكتيريا. والسلكنة من أكثر طرق التمعدن شيوعاً.